# 성채 (소설)
《성채》는 생텍쥐페리의 소설로, 생텍쥐페리가 녹음하고 아무렇게 갈겨 쓴 걸 그의 비서가 타자로 정리해 놓아서 사후에 친구들과 작가들이 모아 출판했다. 이 책은 생텍쥐페리가 쓴 모든 책보다 분량이 길다. 하지만 대부분의 분량은 편집 당하고 현재 70%만 남았다.

## 줄거리
인간은 직업과 가족과 자기가 속한 공동체에의 협력을 통하여 위대한 사회를 건설하는 데 매진하며 아울러 자신의 마음속에 마음의 성채, 마음의 왕국을 건설하여야 하며, 지도자의 임무는 백성을 올바른 방향으로 이끌고 백성의 생활에 활기와 열정을 불어넣는 데 있다.

## 논란
이 책은 이전 작품과 매우 동떨어진 식으로 출판되었고, 일정한 이야기도 없고, 쉽게 이해할 수 없는 비유로 가득 차서 많은 논란에 휩싸였다. 그리고 이 때문에 많은 논문도 함께 나왔다.

## 참고 문헌
- 생텍쥐페리 지음<어린 왕자> 소담출판사 2003년 출판 159쪽
- 생텍쥐페리 지음 <성채 2> 현대문학 2010년 출판 347~351쪽